# Bělásek zelný
Bělásek zelný (Pieris brassicae) je hojný druh motýla z čeledi běláskovitých. Vyskytuje se nejčastěji v zemědělských krajinách, na loukách, parcích a zahradách na rozsáhlém území Evropy, v severní Africe a v Asii, kde zasahuje až po Himálaj. Dospělí jedinci se dožívají pěti až dvanácti dní, v zajetí při zajišťování kvalitního prostředí a stravy dokonce déle.

## Vzhled
Bělásek zelný je větší motýl, v rozpětí křídel měří 5–6,5 cm. Křídla má z vrchní strany bílá s černými konci, jejich spodní strana je nažloutlá s dvěma tmavými skvrnami. Mezi pohlavími je dobře patrný pohlavní dimorfismus, samice mají totiž na rozdíl od samců dvě velké černé skvrny na vrchní straně křídel.

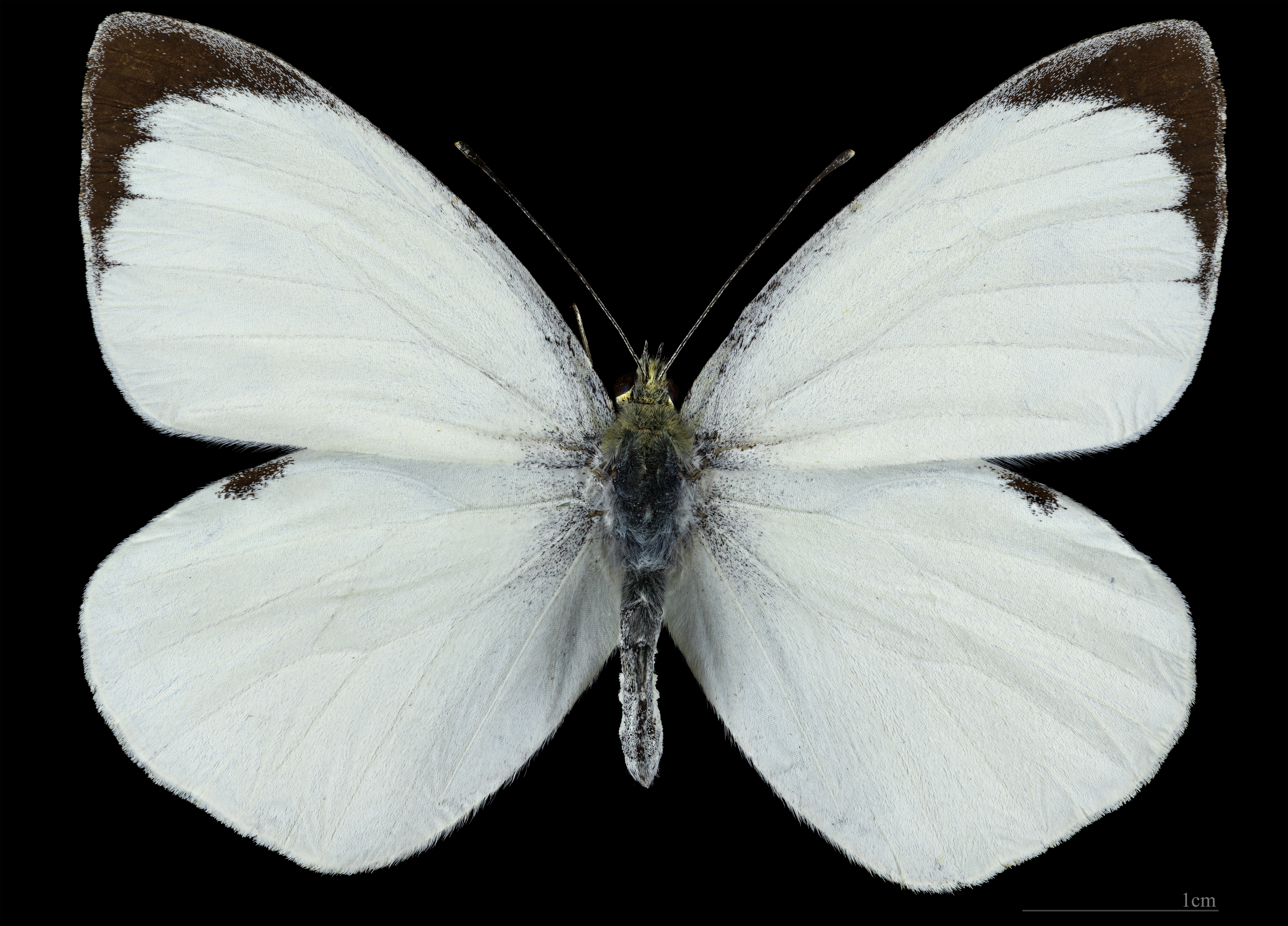
Pieris brassicae ♂
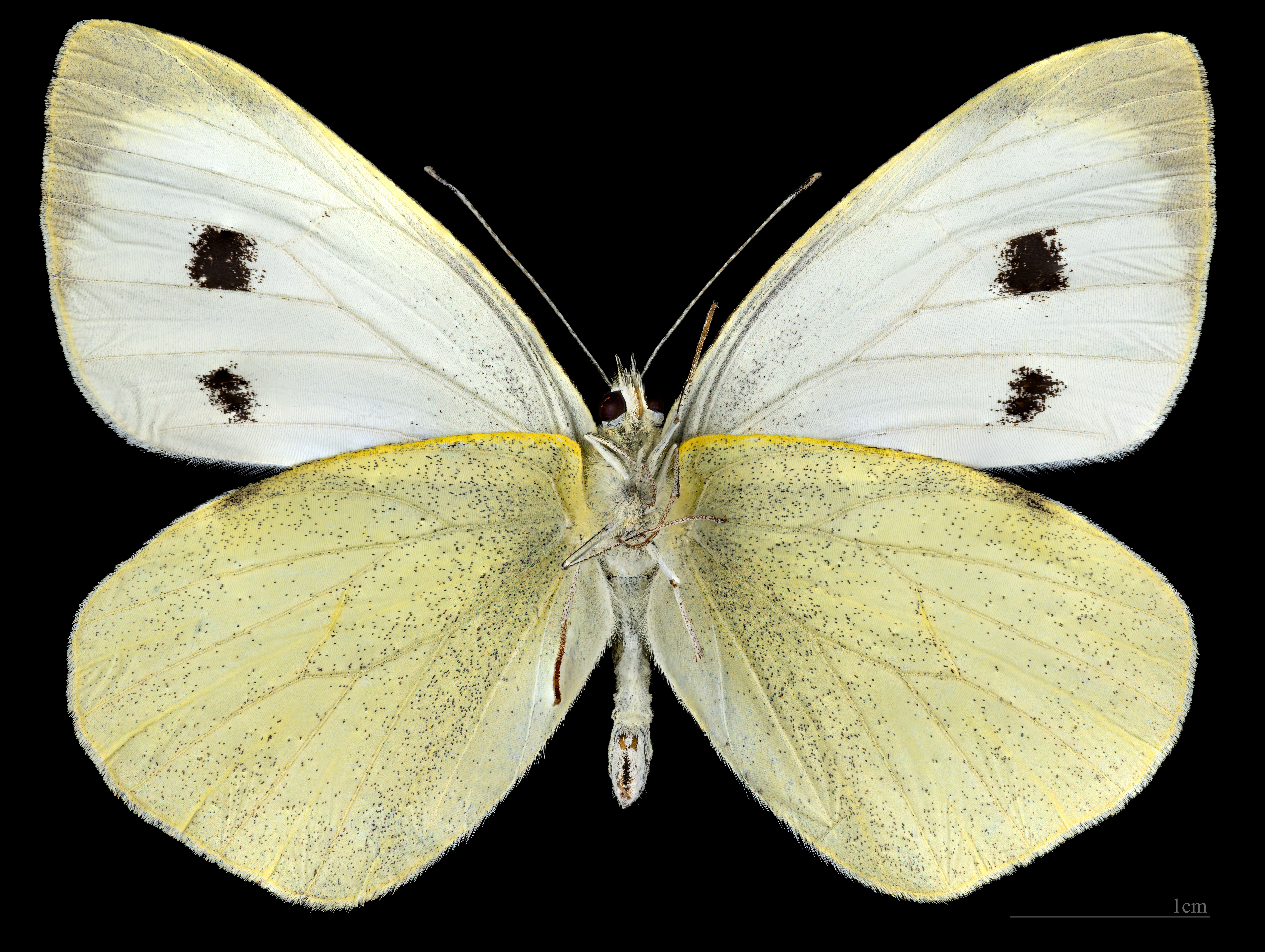
Pieris brassicae ♂  △
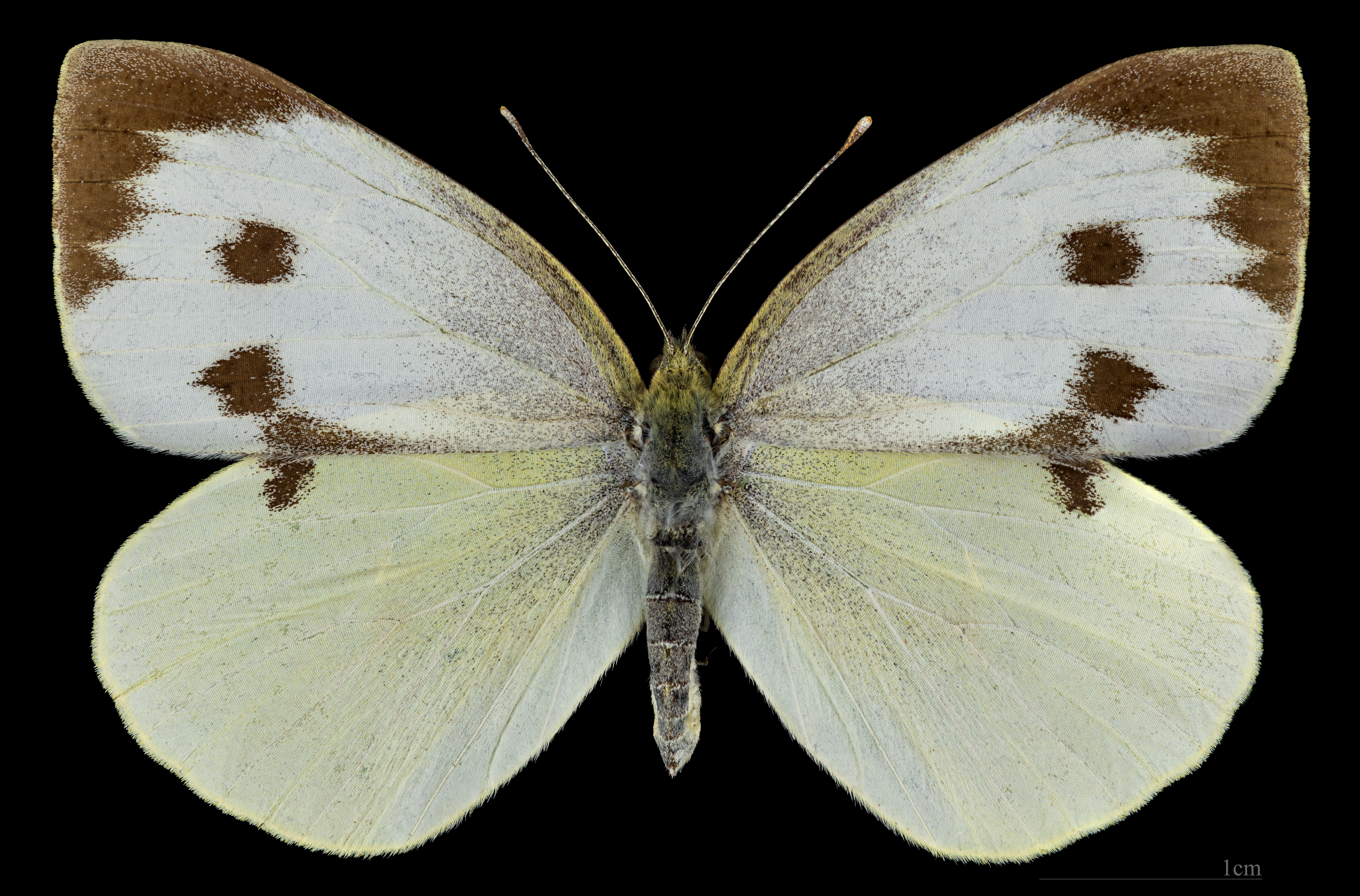
Pieris brassicae ♀
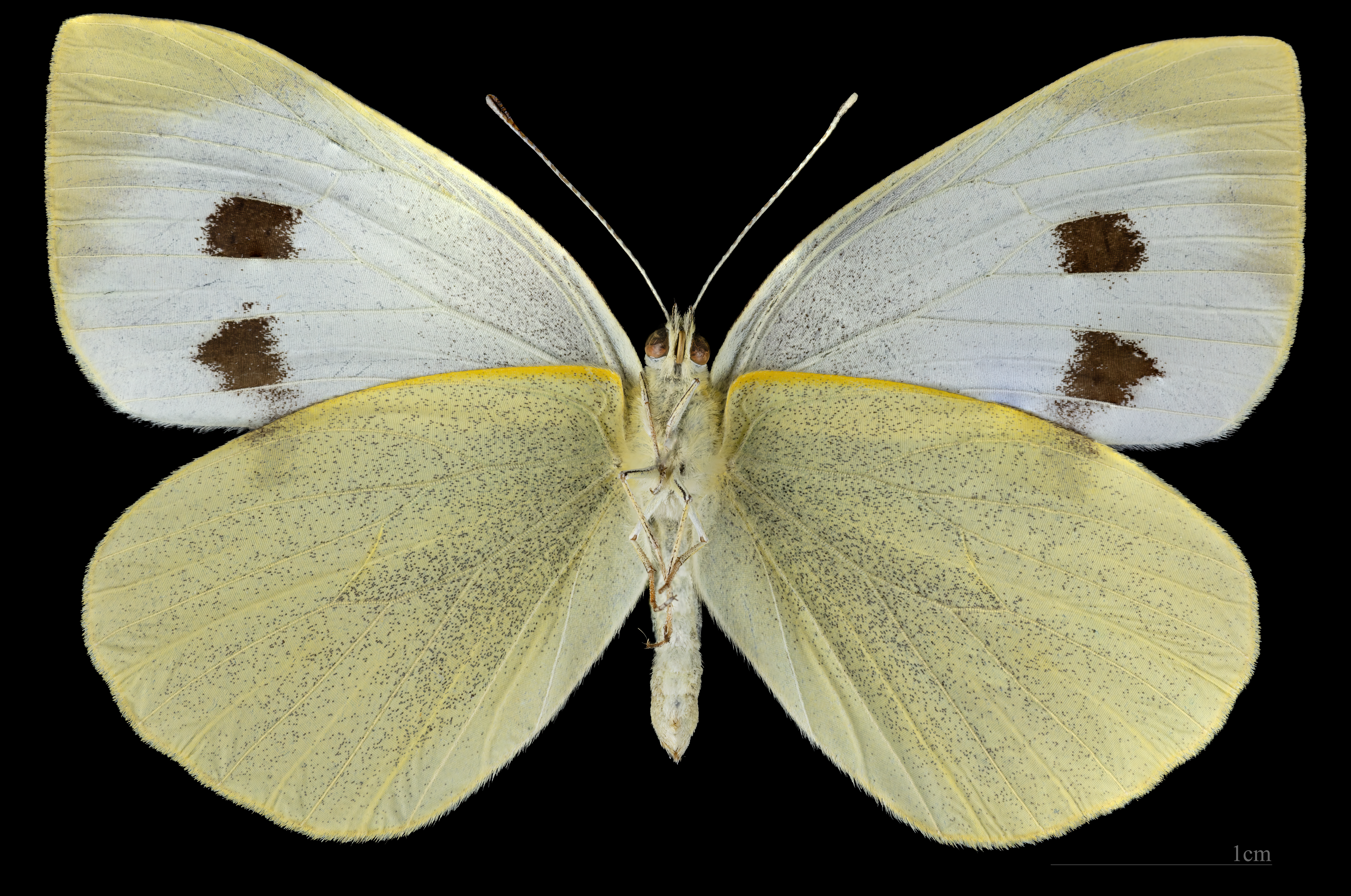
Pieris brassicae  ♀ △

## Život
Samička klade nejčastěji na brukvovité rostliny 20 až 100 žlutých vajíček (vajíčka klade na rub listu). Housenky jsou nažloutle zelené se žlutými proužky a místy i tmavými skvrnami a zdržují se ve skupinách. Před predátory, kterými jsou např. ptáci nebo vosy, se chrání pomocí odporně páchnoucí látky, která se vytváří v jejich těle. Kukla je taktéž zeleno-žlutá, tmavě skvrnitá. Ročně vytváří obvykle dvě generace.

## Fotogalerie

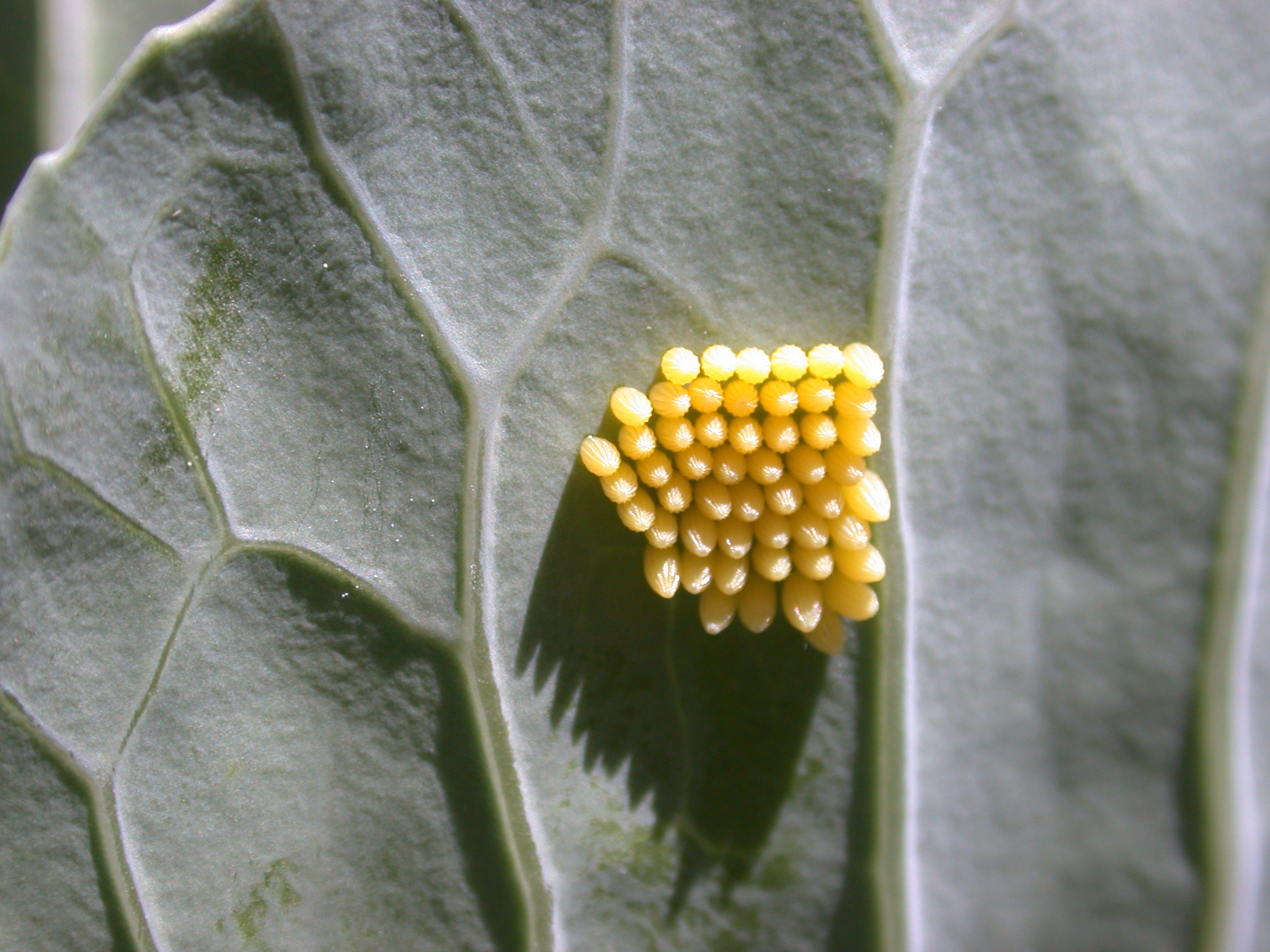
Nakladená vajíčka
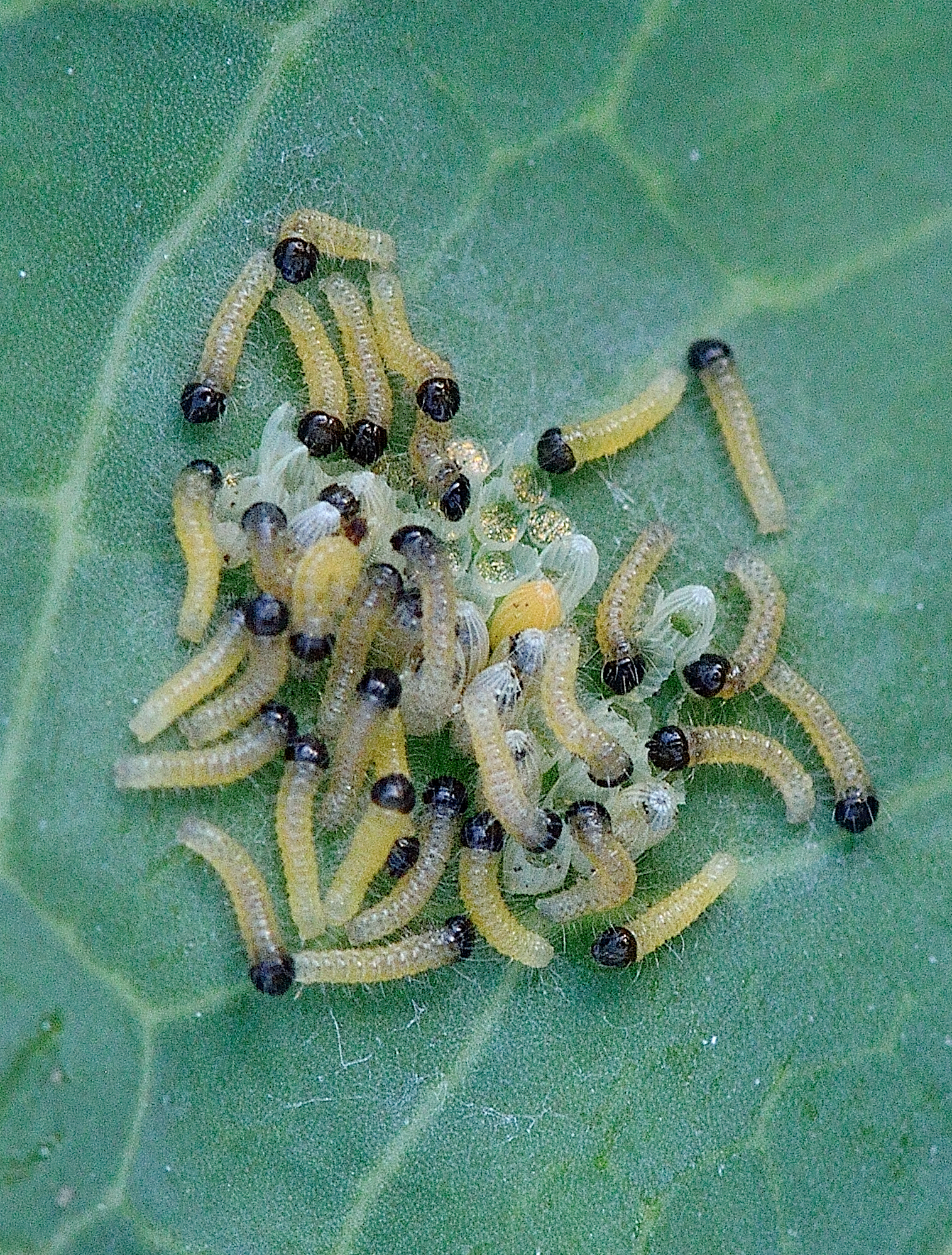
Líhnoucí se housenky
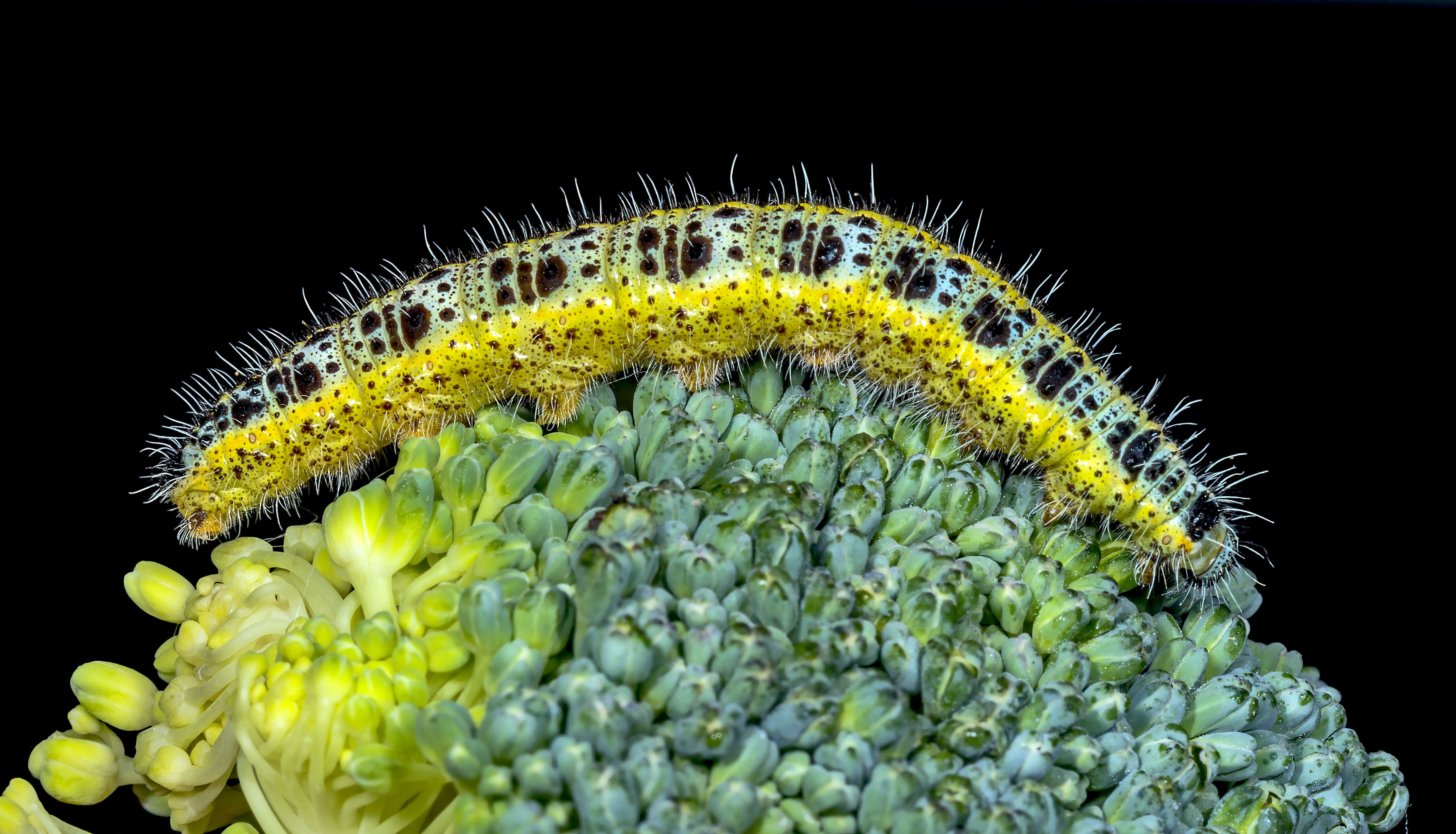
Starší housenka
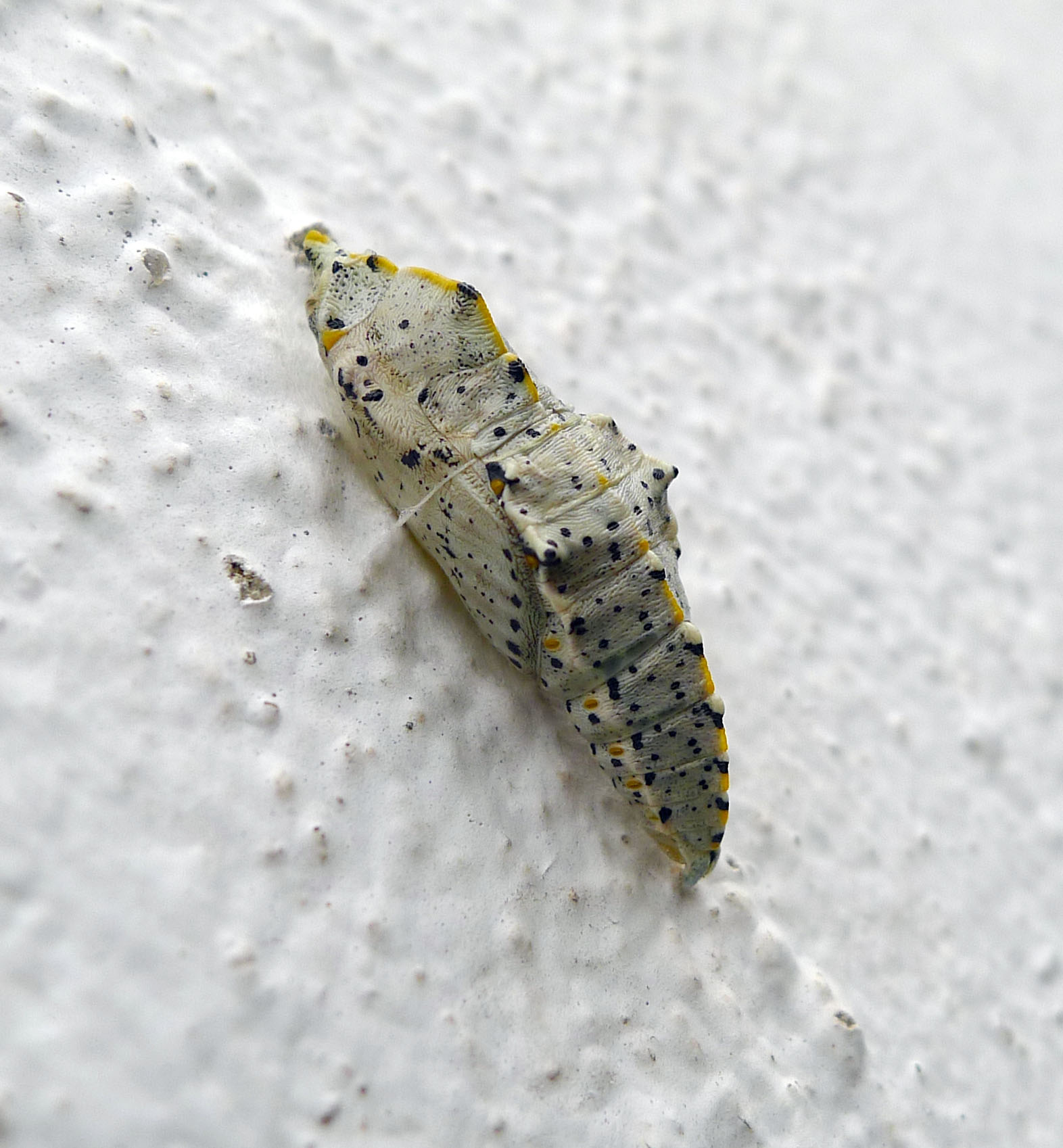
Kukla
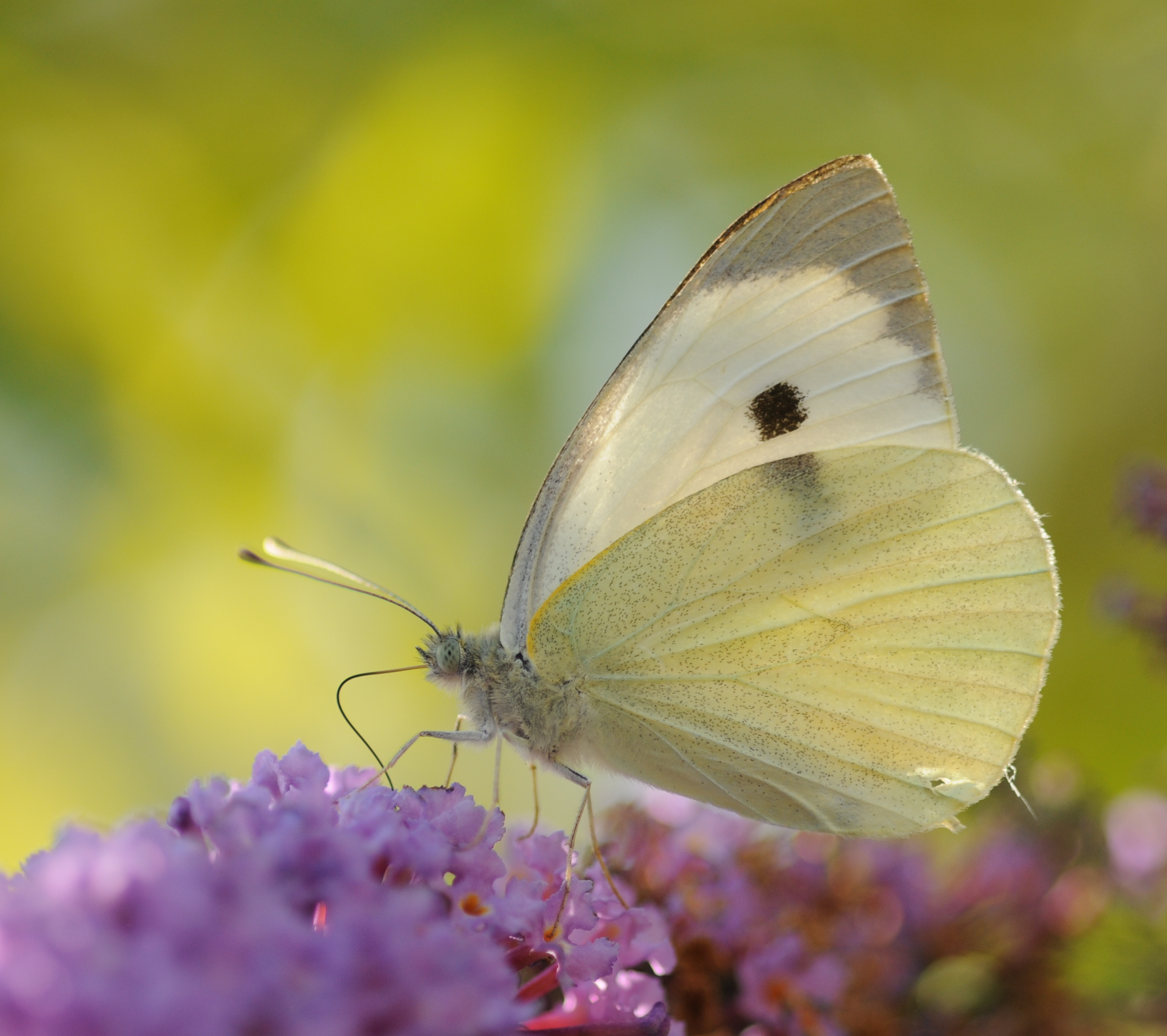
Boční pohled na běláska zelného